# بيان ضم مونتريال
كان بيان ضم مونتريال وثيقة سياسية مؤرخة في 14 سبتمبر 1849 وقّعت في مونتريال وكيبك، تدعو إلى ضم كندا إلى الولايات المتحدة.
نُشر البيان في نسختين (11 أكتوبر 1849 وديسمبر 1849) من قبل جمعية الضم، وهي تحالف يضم 325 من رجال الأعمال في مونتريال. كان معظم هؤلاء من المحافظين الناطقين بالإنجليزية، الذين عارضوا إلغاء بريطانيا لقوانين الذرة، والتي أنهت التجارة الاستعمارية التفضيلية، وعارضوا موافقتها على مشروع قانون خسائر التمرد، والقوميين الكنديين الفرنسيين (بما ذلك لويس جوزيف بابينو) الذي دعم نظام الحكم الجمهوري في الولايات المتحدة. اعتقد رجال الأعمال هؤلاء أن استمرار مقاطعات كندا تحت الحكم البريطاني، سيجعلها تخضع لمصالح عناصر من الطبقة الأرستقراطية ورجال الأعمال البريطانيين. كان بابينو أيضًا يعتقد أن خضوعًا مشابهًا قد حدث من قبل فرنسا.
يعتقد الموقعون أنه إلغاء الرسوم الجمركية في مثل هذه المرحلة المبكرة من التنمية الاقتصادية الكندية سيكون كارثيًا على الأعمال التجارية الكندية نظرًا لضآلة عدد السكان وطرق النقل المحدودة في كندا مقارنةً بالولايات المتحدة. كما تنبأوا بنقص استثمار رأس المال الأجنبي مما يؤدي إلى انكماش اقتصادي وخسائر فادحة في الوظائف.
انتشرت أخبار حركة الضم وبيانها على نطاق واسع في نيويورك. أرسلت صحيفة ذا تريبيون مراسلًا إلى مونتريال. ردت صحيفتا نيويورك هيرالد ونيويورك تايمز بافتتاحيات تقترح أن تتفاوض المستعمرة البريطانية أولًا على الاستقلال عن حكم المملكة المتحدة، كخطوة وسيطة قبل الانضمام إلى الولايات المتحدة.
كان رئيس وزراء كندا المستقبلي جون أبوت أحد الموقعين على البيان، مع أنه وصف هذا الإجراء لاحقًا بأنه خطأ مبكر.
تم معارضة البيان بشدة من قبل أعضاء الرابطة الأمريكية البريطانية ومن كبار السياسيين مثل روبرت بالدوين بالإضافة إلى أتباع لويس هيبوليت لافونتين. تلاشت حركة الضم بعد التوقيع على معاهدة المعاملة بالمثل الكندية الأمريكية في عام 1854.